# Rei Cretariae Romanae Fautores
Rei Cretariae Romanae Fautores (Abkürzung RCRF) ist eine internationale wissenschaftliche Vereinigung zur Erforschung römischer Keramik. Sie wurde 1957 von Howard Comfort und Elisabeth Ettlinger als Rei Cretariae Romanae Fautores Ubique Consistentes gegründet mit dem Ziel des Erfahrungsaustausches zwischen Gelehrten verschiedener Länder.
Die Vereinigung hat über 250 Einzelmitglieder aus etwa 25 Ländern (Stand 2018).
Etwa alle zwei Jahre werden Kongresse durchgeführt, die jeweils von Mitgliedern organisiert werden. Bisherige Kongresse fanden statt in der Schweiz, in Italien, Österreich, Frankreich, Spanien, Ungarn, Deutschland, den Niederlanden, Jugoslawien, Großbritannien, Bulgarien, Rumänien, Belgien, Albanien, Serbien, Portugal und in der Türkei. Konferenz- und Publikationssprachen sind Englisch, Französisch, Deutsch, Italienisch und Spanisch. 
Rei Cretariae Romanae Fautores gibt die Publikationen Rei Cretariae Romanae Fautores Acta (ISSN 0484-3401) und als Ergänzung Rei Cretariae Romanae Fautores Acta Supplementa heraus, die in wechselnden Verlagen erscheinen. Die Acta werden meist als Sammelbände im Zusammenhang mit Kongressen veröffentlicht, die Acta Supplementa sind eigenständige Arbeiten zu speziellen Themen. 
Bisherige Bände der Acta Supplementa sind:
1. Abraham Negev: The Nabatean Potters’ Workshop at Oboda. Habelt, Bonn 1974, ISBN 978-3-7749-1280-9.
2. Elisabeth Ettlinger: Kleine Schriften. Keramik. Augst/Kaiseraugst 1977, DNB 950463620.
3. Katrin Roth-Rubi: Untersuchungen an den Krügen von Avenches. Augst/Kaiseraugst 1979, DNB 950316121.
4. Howard Comfort: Notes on Roman Ceramic Archaeology 1928–1978. Augst/Kaiseraugst 1980, DNB 950316474.
5. Jochen Garbsch, Michael Mackensen: Zur spätantiken Keramik aus Nordafrika. Vier Beiträge. Augst/Kaiseraugst 1980, OCLC 248424377.
6. Hans-Jörg Kellner: Die Bildstempel von Westerndorf. Comitialis und Iassus. Augst/Kaiseraugst 1981, OCLC 602914792.
7. Renate Miglbauer: Die Gefäßkeramik der Grabung Wels Marktgelände. Liestal 1990.
8. Raymond Brulet, Robin P. Symonds, Fabienne Vilvorder (Hrsg.): Céramiques engobées et métallescentes gallo-romaines. Actes du colloque organisé à Louvain-la-Neuve le 18 mars 1995. Oxford Books, Oxford 1999, ISBN 0-9536654-0-2.
9. Marinus Polak: South Gaulish terra sigillata with potters’ stamps from Vechten. Katholieke Universiteit Nijmegen, Nijmegen 2000, ISBN 90-802647-4-1.
10. Daniele Malfitana: La ceramica „corinzia“ decorata a matrice. Tipologia, cronologia ed iconografia di una produzione ceramica greca di età imperiale. Habelt, Bonn 2007, ISBN 978-3-7749-3545-7.